# Physiculus grinnelli
Physiculus grinnelli is een straalvinnige vissensoort uit de familie van diepzeekabeljauwen (Moridae). De wetenschappelijke naam van de soort is voor het eerst geldig gepubliceerd in 1922 door Jordan & Jordan.